# Cincturorhynchus
Cincturorhynchus är ett släkte av plattmaskar. Cincturorhynchus ingår i familjen Polycystididae.
Kladogram enligt Catalogue of Life:
| Cincturorhynchus | \| \| Cincturorhynchus karlingi \| \| \| \| \| \| Cincturorhynchus ruber \| \| \| \| |
|                  | \| \| Cincturorhynchus karlingi \| \| \| \| \| \| Cincturorhynchus ruber \| \| \| \| |
|                  | Cincturorhynchus karlingi                                                            |
|                  |                                                                                      |
|                  | Cincturorhynchus ruber                                                               |
|                  |                                                                                      |